# 國家宮 (海地)

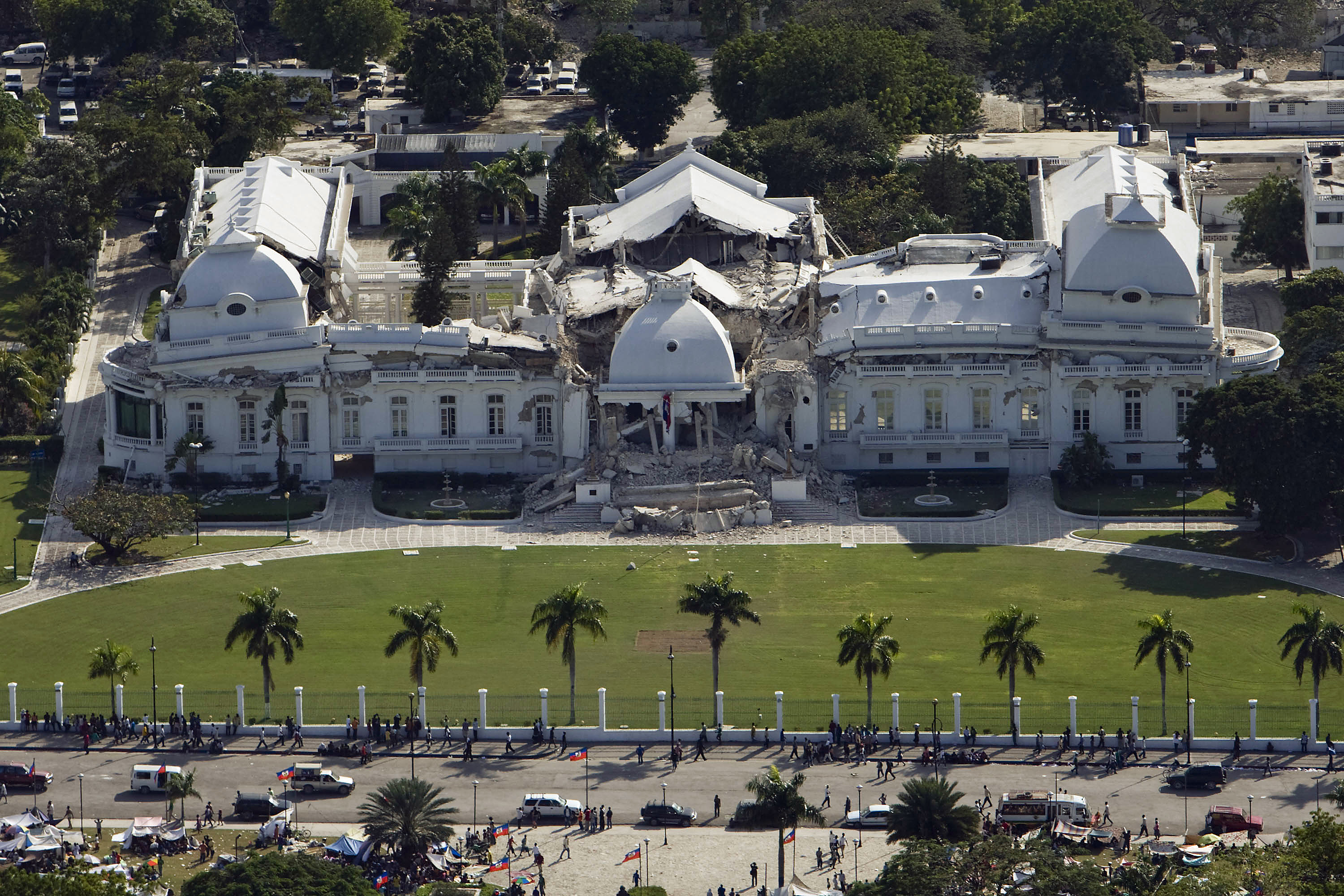
地震後的國家宮（2010年1月13日）

國家宮（法語：Palais National）是海地共和國的總統府，位於首都太子港。
国家宮最早为法屬聖多明哥殖民地总督的官邸，亚历山大·佩蒂翁即位总统后作为总统府使用，在西爾萬·薩爾納夫叛乱时代曾被交战军队炸毁，1881年重建。1912年，国家宮发生爆炸，总统辛辛納提·勒孔特遇刺身亡。直到1920年，在海地建筑家乔治·包桑的指挥下，国家宮才得以重建。
2010年1月12日海地地震中三層中較高的兩層倒塌。2012年海地的管理部门拆除了该建筑的废墟，2017年海地总统摩依士宣布将对宫殿进行重建。